# Wapno (Groot-Polen)
Wapno is een dorp in de Poolse woiwodschap Groot-Polen. De plaats maakt deel uit van de gemeente Wapno en telt 1700 inwoners.

## Verkeer en vervoer

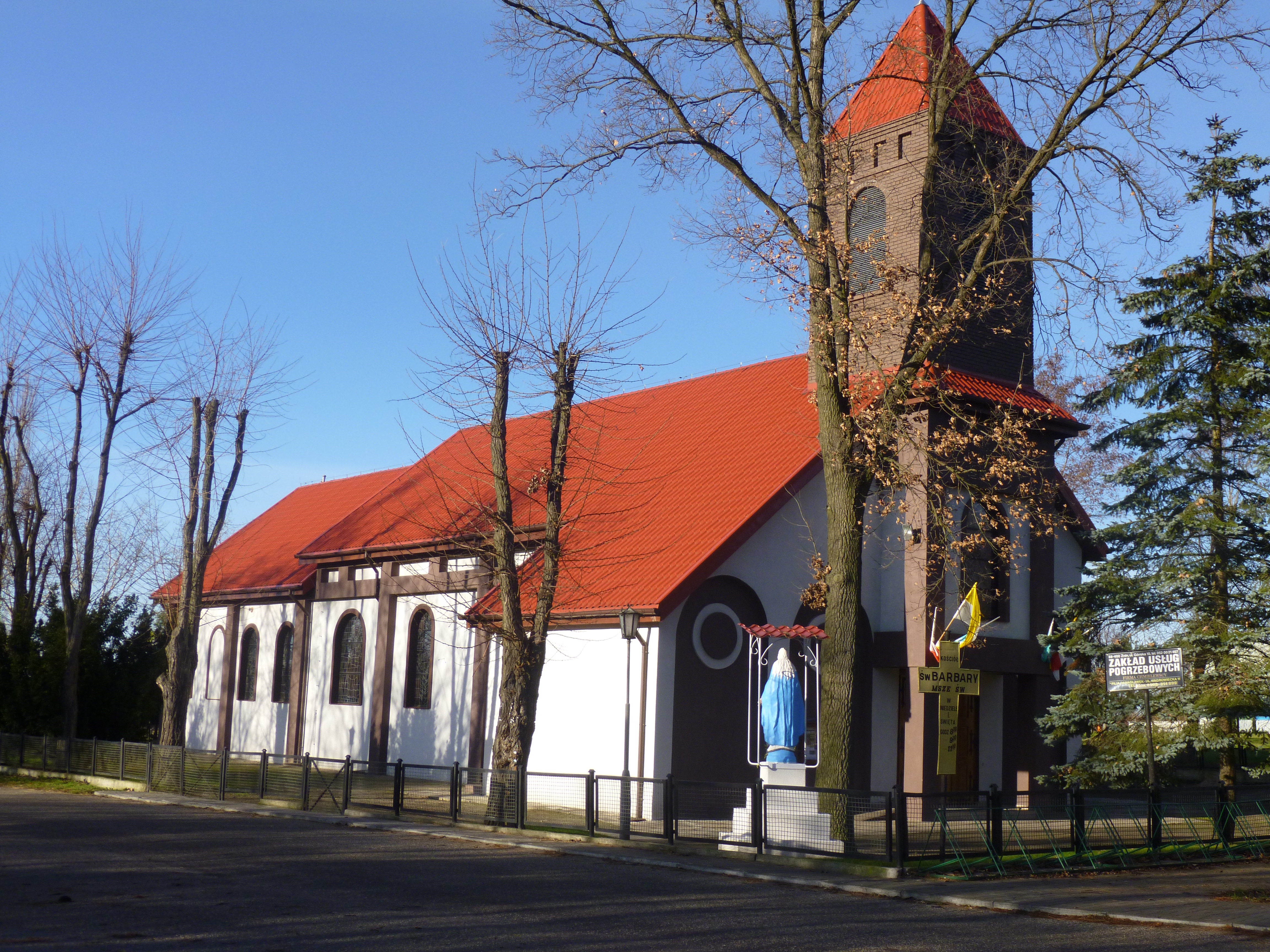
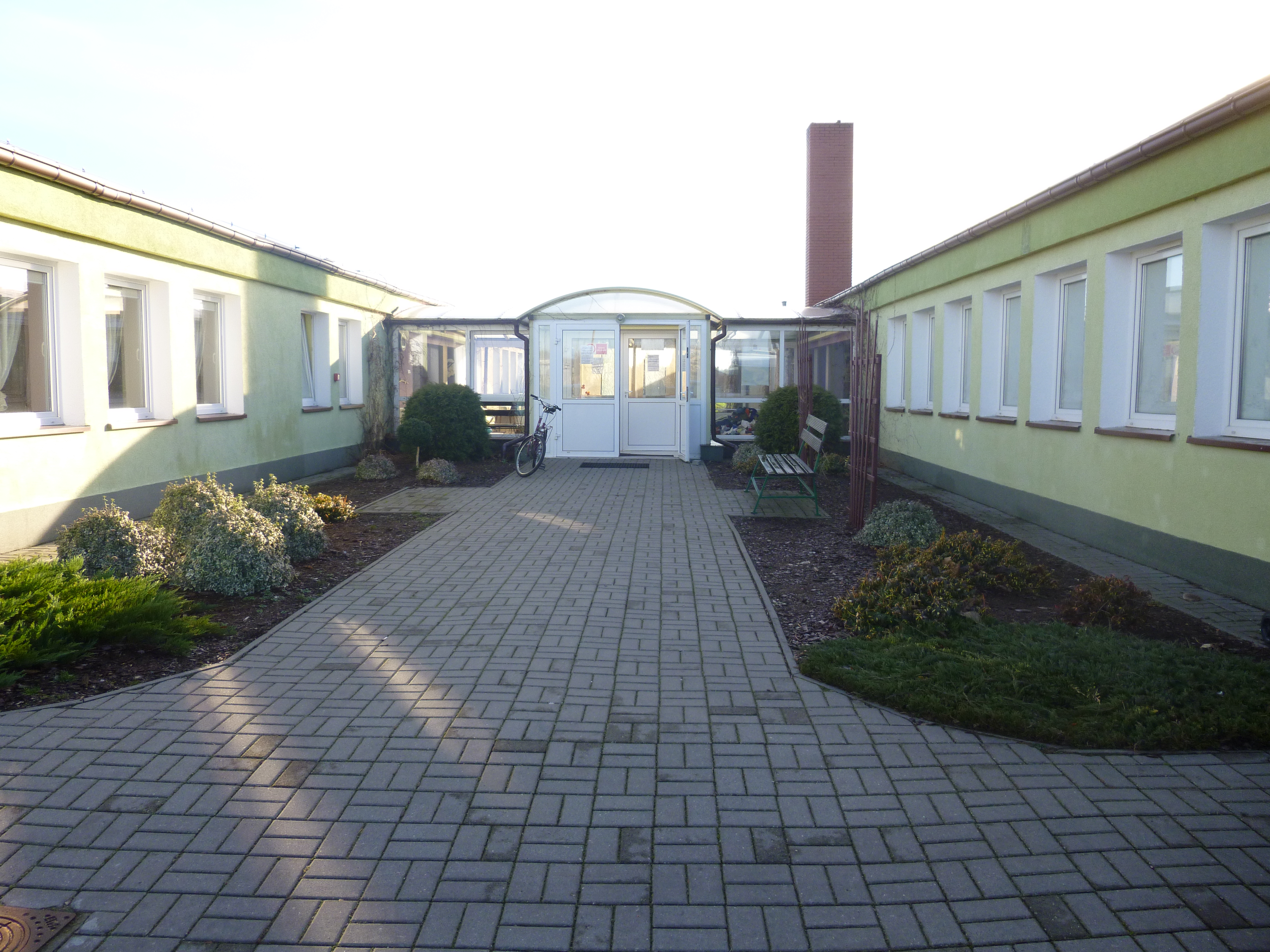

- Station Wapno